# Cosmosoma centralis
Cosmosoma centralis är en fjärilsart som beskrevs av Walker 1854. Cosmosoma centralis ingår i släktet Cosmosoma och familjen björnspinnare. Inga underarter finns listade i Catalogue of Life.